# Polbove
Polbove  (ucraniano: Польове) es una localidad del Raión de Bilhorod-Dnistrovskyi en el Óblast de Odesa de Ucrania. Según el censo de 2001, tiene una población de 205 habitantes.